# Гардель

Гафель-гардель (позначений цифрою 13) і дирик-фал (позначений цифрою 12)

Гарде́ль, заст. кардель, гардель-реп (від нід. kardeel, kordêl, що через фр. cordelle, corde і лат. chorda сходить до грец. χορδή) — снасть рухомого такелажу, що служить для підйому нижніх рей, а також п'яти гафеля. Оскільки нижні реї і гафелі часто мають значну вагу, гардель зазвичай споряджається талями: на топі щогли під огонами вант кріпиться гардель-блок (гангерс-блок, гандерс-блок), де й основується гардель. Залежно від розташування гарделі мають окремі назви: фока-гардель служить для підняття фока-реї, грота-гардель — для підняття грота-реї, гафель-гордель — гафеля. Гарделі рей кріпляться за стропи посередині реї, гардель-гафель — за п'яту гафеля (для утримання нока служить дирик-фал).

## Галерея

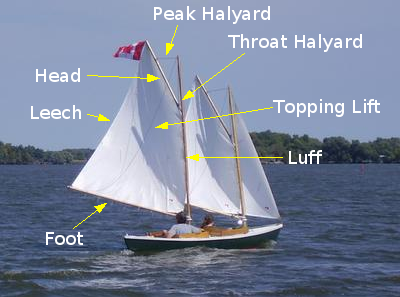
Гафель-гардель (throat halyard) двощоглової шхуни
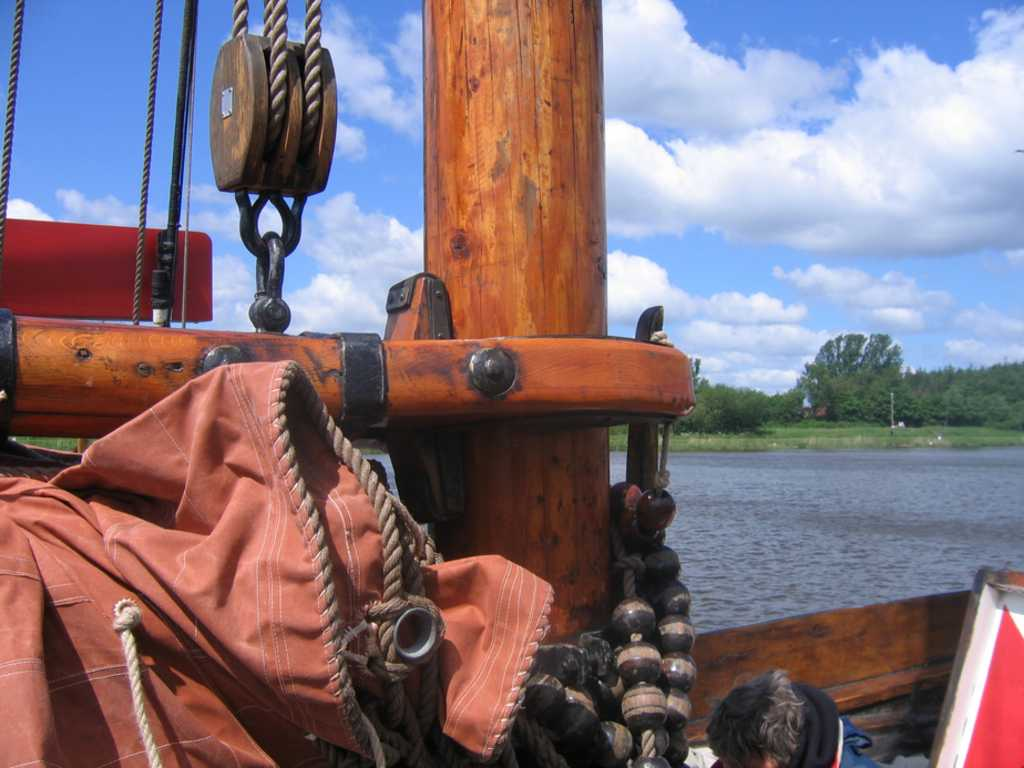
Гафель-гардель у скобі на п'яті спущеного гафеля